# 8890 Montaigne
8890 Montaigne eller 1994 PS37 är en asteroid i huvudbältet som upptäcktes den 10 augusti 1994 av den belgiske astronomen Eric W. Elst vid La Silla-observatoriet. Den är uppkallad efter Michel de Montaigne.
Asteroiden har en diameter på ungefär 10 kilometer och den tillhör asteroidgruppen Themis.